# فورد ماستنگ ماخ ۱

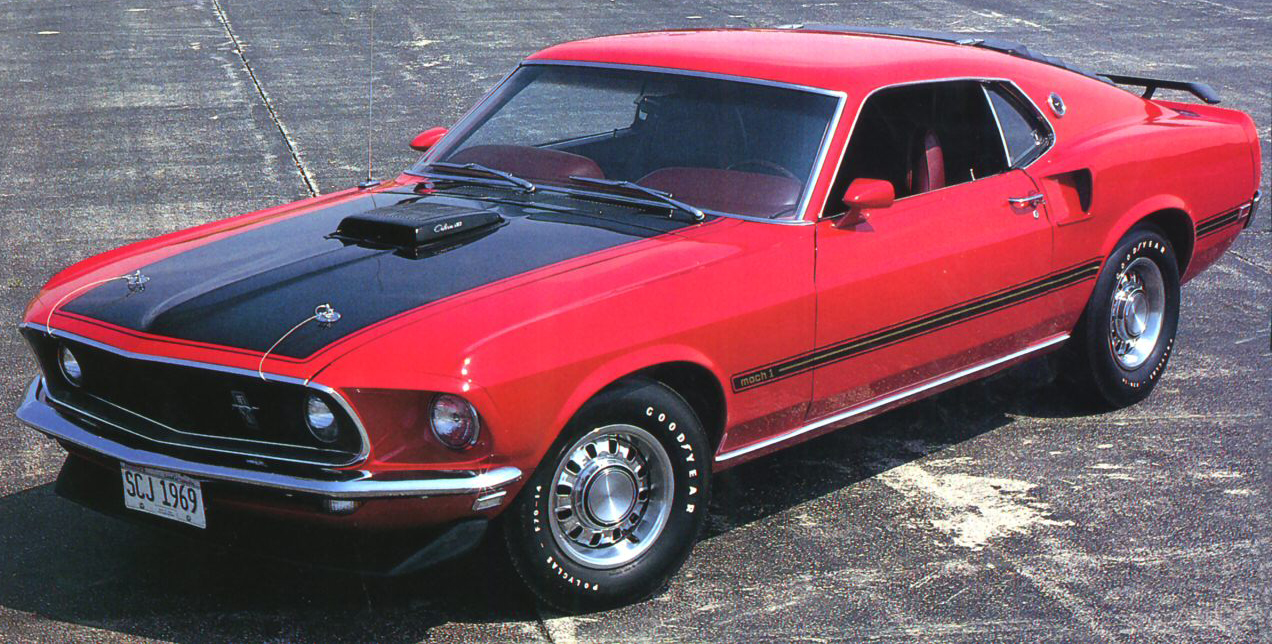
فورد موستانگ مک‌‌وان قرمز رنگ

فورد ماستنگ مک وان (Ford Mustang Mach 1) خودرویی است که نسل اول آن در سال‌های ۱۹۶۹ تا ۱۹۷۸ و نسل دوم آن در سال‌های ۲۰۰۳ تا ۲۰۰۴و نسل سوم آن از سال ۲۰۱۸ در ایالات متحده آمریکا تولید شده‌است.
این خودرو در کلاس خودرو عضلانی قرار گرفته، طراحی آن خودروهای موتور جلو-محور عقب بوده است. به عقیده کارشناسان، ماستنگ نسل اول زیباترین اسب سرکشی است که فورد تا به حال به تولید رسانده است. در میان ماستنگ‌های نسل اول مدل ۷۱ یک تافته جدا بافته است. ضمن اینکه این مدل فقط در سال ۱۹۷۱ ساخته شد و از نظر تعداد تولید در پس دیگر مدل‌ها قرار می‌گیرد. هر چند مدل ۶۹ از نظر ابعاد و شکل ظاهری تفاوت‌هایی با مدل‌های قبلی داشت اما دقیقاً یک‌سال بعد همین مدل ۶۹ هم با فیس‌لیفتی همراه شد که کمی ظاهر خودرو را به خصوص در دماغه تغییر داد.
فورد در طول ۲ سال پیشرانه‌های مختلفی را درون سینه این خودرو جای داد. اما بدون شک شاهکار فورد برای مدل ۶۹ نمونه ۴۲۹ اینچ‌مکعبی با کاربراتور ۴ دهانه بود که فقط در مدل Boss 429 نصب شد.
این پیشرانه می‌توانست با رسیدن به دور موتور۵ هزارو ۲۰۰ دوربردقیقه، قدرتی معادل ۳۷۵ اسب‌بخار نیرو تولید کند. اما هنر این پیشرانه را بیشتر باید در تولید گشتاور جستجو کرد، زیرا کافی بود تا راننده دور موتور را به ۳ هزار و ۴۰۰ دوربردقیقه برساند ۶۱۰ نیوتن‌متر گشتاور خالص زیر پدال گازش قرار بگیرد. البته در مورد اعداد و ارقامی که برای پیشرانه‌ها در آن سال‌ها بیان می‌شد یک نکته عجیب وجود دارد! و آن نکته اینکه، به دلیل وجود قوانین خاص مالیاتی و زیست‌محیطی که نسبت مستقیم با قدرت تولید شده توسط پیشرانه خودرو داشت، کمپانی‌های سازنده همیشه اعداد و ارقام پیشرانه‌های تولیدی خودرو را کمی پایین‌تر اعلام می‌کردند تا خریداران مالیات کمتری برای خودروها بپردازند. به بیانی دیگر قدرت واقعی پیشرانه‌ها بیش از اعدادی است که برایشان ذکر می‌شود.

## پیشرانه‌های دیگر
از دیگر پیشرانه‌های این خودرو در سال ۶۹ می‌توان به نمونه ۶ سیلندر ۲۵۰ اینچ مکعبی اشاره کرد که در واقع اقتصادی‌ترین پیشرانه بود. فورد به جز مدل Boss 429 یک نمونه دیگر نیز با کد Boss ساخت که مخصوص مسابقات ترانس‌ام بود و به همین دلیل حجم موتور را تا ۳۰۲ اینچ مکعبی یعنی حدود ۵ هزار سی‌سی پایین آورد.
در نتیجه این خودرو با کد Boss 302 شناخته می‌شود. پیشرانه باس ۳۰۲ می‌توانس ۲۹۰ اسب‌بخار نیرو تولید کند. خوشبختانه یک نمونه واقعی از آن نیز در کشور وجود دارد که در حال سپری کردن مراحل بازسازی است. ۲ پیشرانه ۳۵۱ اینچی، یک پیشرانه ۳۹۰ و در آخر هم پیشرانه پرقدرت ۴۲۸ اینچ‌مکعبی با ۳۵۰ اسب‌بخار نیرو و ۵۹۷ نیوتن‌متر گشتاور، نیروگاه‌هایی هستند که می‌توانید یکی از آنها را زیر درپوش محفظه موتور یک مک‌وان ۶۹ پیدا کنید.

## شباهت آمریکایی‌ها به هم
در سال‌های دهه ۶۰ و ۷۰ بسیاری از خودروهای آمریکایی از نظر ظاهری و فنی شباهت‌های بسیاری به یکدیگر داشتند. برای مثال شورولت مونت‌کارلو اتاق و پلت‌فرمی دقیقاً شبیه به پونتیاک گرندپریکس داشت. اما فورد موستانگ واقعاً شبیه به هیچ خودرو دیگری نبود و خودش الگویی در طراحی به شمار می‌رفت. به عقیده نگارنده طراحی موستانگ در مدل ۶۹ به کمال می‌رسد. با نگاهی به دماغه خودرو به راحتی می‌توانید ظرافت‌های خاصی را پیدا کنید که حتی اگر سوار بر آستون‌مارتین ونکویش هم باشید نگاهتان را به سوی خودش می‌کشد.
حجم‌پردازی به دماغه خودرو از فضایی ایجاد می‌شود که چراغ‌های اصلی درونش نصب شده‌اند. این بخش گودتر از جلوپنجره است و جلوپنجره کمی جلوتر با یک پیش‌آمدگی آغاز می‌شود. جلوپنجره خودرو با استفاده از زه کرومی کاملاً از دیگر خطوط بدنه مشخص شده است. این قسمت در انتقال احساس قدرتمند بودن نقش عمده‌ای دارد. جای‌گذاری ۲ چراغ گرد بزرگ در گوشه‌های جلوپنجره از دیگر تفاوت‌های سبک طراحی موستانگ با خودروهای هم دوره خودش است.
طراحان موستانگ ۶۹ در نقش زدن چهره خودرو همه سعیشان را کرده‌اند تا از المان‌هایی استفاده کنند که در قدرتمند نشان دادن خودرو دخیل باشد. یکی از همین ظرایف در طراحی برآمدگی درپوش محفظه موتور است که هم‌چون یک پیکان نوک تیز به سمت جلو حرکت کرده است. نکته‌ای که در ظاهر خودرو مشاهده می‌شود فواصل دقیق قطعات با هم و به اصطلاح میزان بودن دماغه خودرو است. از قضا در بازسازی خودروهای کلاسیک دهه ۶۰ و ۷۰ موستانگ را باید یکی از سخت‌ترین‌ها از نظر صافکاری و تنظیم قطعات با یکدیگر دانست، زیرا جزئیات طراحی این خودرو بیش‌تر از خودرویی مثل کامارو است.
از بالای چراغ‌های جلو دو خط تیز به سمت عقب حرکت می‌کند. یکی از این خطوط تا پایین ستون جلو حرکت کرده و خط دیگری هم تا جلوی هواکش روی گلگیر عقب امتداد می‌یابد. به عقیده نگارنده نقطه اوج طراحی و حجم‌پردازی در این خودرو دقیقاً در همین نقطه اتفاق می‌افتد. درست جایی که ستون عقب یک شکست زیبا را تجربه می‌کند و هواکشی بزرگ در زیرش قرار می‌گیرد. اگر کمی‌دقیق‌تر این بخش را مورد بررسی قرار دهید، شباهت‌هایی بین طراحی این قسمت با فورد افسانه‌ای GT40 خواهید یافت. در نمای عقب شکل سپر، بچه سپرهای کناری و اسپویلر روی در صندوق عقب، مجموعاً هم‌چون یک صورت اخمو به نظر می‌رسد. در کل همه جزئیات طراحی خودرو را که کنار بگذارید، رنگ قرمز زیبای خودرو با خط کشی‌های مشکی رنگ آن باعث شده هر بیننده‌ای این خودروی زیبا را ستایش کند.